# 虎皮斑
虎皮斑指與虎皮相似的紋飾，常見於瓷器及青銅器。

## 瓷器
瓷器上的虎皮斑又稱為虎皮三彩、抹三彩，素三彩之一，以黃、綠、紫色交替。清代康熙年間開始出現，傳世品甚少。

## 青銅器
青銅器物上虎皮斑為類似虎皮的斑紋，東周時期偶見。青銅器裝飾工藝之一，目前仍然未能確定虎皮斑的製作方法。